# G17 Plus
El G17 Plus fue un partido político de centroderecha de Serbia, formado por antiguos miembros de la Oposición Democrática de Serbia. Su médula es un grupo de 17 economistas, conducidos por Miroljub Labus, funcionando como un grupo de presión antes de que se convirtiera en partido político en 2003. En las elecciones de 2007 obtuvo 19 escaños en la Asamblea Nacional de Serbia, perdiendo doce respecto a la anterior votación.
El portavoz de la Asamblea Nacional de Serbia, Predrag Markovic es el miembro de G17 Plus. Él era también el presidente interino constitucional en 2004.
Su último objetivo es la creación de una economía fuerte y democracia estable en Serbia, que se hará el líder en los Balcanes, listos a adoptar estándares europeos y capaz de conservación y protección de lo mejor de su propia tradición y cultura.